# 1577 en musique classique
| \| • Retour à la chronologie générale de la musique classique • \| |
| Grèce • Rome • Haut Moyen Âge • VIIIe siècle • IXe siècle • Xe siècle • XIe siècle XIIe siècle • XIIIe siècle • XIVe siècle • XVe siècle • XVIe siècle • XVIIe siècle XVIIIe siècle • XIXe siècle • XXe siècle • XXIe siècle |
| • Retour à la chronologie générale de la musique classique • |

| Années en musique classique : 1574 - 1575 - 1576 - 1577 - 1578 - 1579 - 1580    |
| Décennies en musique classique : 1540 - 1550 - 1560 - 1570 - 1580 - 1590 - 1600 |

## Événements
- Publication des madrigaux de Cyprien de Rore en partition et barres de mesure.
- Palestrina, maître de chapelle à Saint-Jean de Latran, est chargé de réviser la musique liturgique en fonction du concile de Trente.

## Naissances
- 20 décembre : Antonio Brunelli, compositeur italien et théoricien de la musique († 19 novembre 1630).
- Sulpitia Cesis, compositrice et luthiste italienne.

vers 1577 :
- Alessandro Grandi, compositeur italien († vers 1630).

## Décès
- mars : Matthæus Le Maistre, compositeur et maître de chapelle franco-flamand (° vers 1505).
- 24 décembre : Andrea Amati, luthier italien (° 1505/1510).